# Lamiogethes bidens
Lamiogethes bidens é uma espécie de insetos coleópteros polífagos pertencente à família Nitidulidae.
A autoridade científica da espécie é C.Brisout de Barneville, tendo sido descrita no ano de 1863.
Trata-se de uma espécie presente no território português.